# Internationale Filmfestspiele Berlin 1955
Die Internationalen Filmfestspiele Berlin 1955 fanden vom 24. Juni bis 5. Juli 1955 statt.

## Zusammenfassung
Das Werbebudget der Berlinale erhöhte sich im fünften Jahr auf 60.000 DM. Festivalleiter Alfred Bauer warb an den Sektorengrenzen nach Ost-Berlin auf großen und weithin sichtbaren Plakatwänden für die Filmfestspiele, die „Olympiade des Films“ genannt wurden, was Auswirkungen auf die Programmgestaltung hatte: So wurde bei der Filmauswahl ein Länderschlüssel angewendet. Die Bundesrepublik Deutschland war erstmals offizielle Mitveranstalterin des Festivals.
Der Hauptpreis der Berlinale ging erstmals an einen deutschen Film: Robert Siodmaks Gerhart-Hauptmann-Verfilmung Die Ratten mit der jungen Maria Schell gewann die letzte Publikumswahl. Der Film schlug Otto Premingers Carmen Jones und sogar Billy Wilders Das verflixte 7. Jahr (The Seven Year Itch) mit Marilyn Monroe.

## Wettbewerb
Der Siegerfilm ist orange unterlegt.
| Filmtitel                     | Originaltitel         | Regisseur                  | Produktionsland  | Darsteller (Auswahl)                                |
| Der 20. Juli                  |                       | Falk Harnack               | Deutschland      | Wolfgang Preiss, Annemarie Düringer, Robert Freitag |
| Carmen Jones                  |                       | Otto Preminger             | USA              | Dorothy Dandridge, Harry Belafonte, Olga James      |
| Die Ratten                    |                       | Robert Siodmak             | Deutschland      | Maria Schell, Curd Jürgens, Heidemarie Hatheyer     |
| Das Geheimnis des Marcellino  | Marcelinho pan y vino | Ladislao Vajda             | Spanien, Italien | Rafael Rivelles, Antonio Vico, Juan Calvo           |
| Im Schatten des Karakorum     |                       | Eugen Schuhmacher          | Deutschland      | Dokumentarfilm                                      |
| Pantomimen von Marcel Marceau | Pantomimes            | Paul Paviot                | Frankreich       | Marcel Marceau, Jean Cocteau, Pierre Véry           |
| Siam – Land und Leute         | Siam                  | Ralph Wright               | USA              | Dokumentarfilm                                      |
| Das verflixte 7. Jahr         | The Seven Year Itch   | Billy Wilder               | USA              | Marilyn Monroe, Tom Ewell, Evelyn Keyes             |
| Der verlorene Kontinent       | Il continente perduto | Enrico Gras, Giorgio Moser | Italien          | Dokumentarfilm                                      |
| Wunder der Prärie             | The Vanishing Prairie | James Algar                | USA              | Dokumentarfilm                                      |
| Zimmerleute des Waldes        |                       | Heinz Sielmann             | Deutschland      | Dokumentarfilm                                      |

## Preisträger
Goldener Bär
- Die Ratten

Silberner Bär
- Das große Geheimnis des Marcellino

Bronzener Bär
- Carmen Jones

Große Goldene Plakette
- Wunder der Prärie (The Vanishing Prairie)

Große Silberne Plakette
- Der verlorene Kontinent (Il continente perduto)

Große Bronzene Plakette
- Im Schatten des Karakorum

Kleine Goldene Plakette
- Zimmerleute des Waldes

Kleine Silberne Plakette
- Siam – Land und Leute

Kleine Bronzene Plakette
- Pantomimen von Marcel Marceau